# Ibiapina
Ibiapina là một đô thị thuộc bang Ceará, Brasil. Đô thị này có diện tích 414,902 km², dân số năm 2007 là 23043 người, mật độ 55,54 người/km².